# Віктор Брук
Сер Віктор Александер, 3-ій баронет Брук (англ. Sir Victor Alexander Brooke, 3rd Baronet; 5 січня 1843 — 27 листопада 1891) — англо-ірландський баронет, натураліст.
Народився у 1843 році. Син Артура, 2-го баронета Брука, ольстерського аристократів з графства Фермана. Навчався у школі Герроу. Улюбленим заняттям Брука було полювання. Він їздив на сафарі в Африку. Під час сафарі описував антилоп. Описав нові види копитних: газель Гранта (Nanger granti), геренука (Litocranius walleri), лань месопотамську (Dama dama mesopotamica). Виокремив дві підродини бикових: Alcelaphinae та Hippotraginae.
Він був магістратом, заступником лейтенанта та шерифом графства Фермана.
У 1864 році одружився з Алісою Софією, дочкою сера Алана Едвард Беллінгем, 3-го баронета. Подружжя мешкало на віллі у По, Франція. У них було щонайменше шестеро дітей. Наймолодшим був Алан — пізніше фельдмаршал віконт Аланбрук.
Віктор Брук помер від пневмонії в По в листопаді 1891 року, у віці 48 років. Леді Брук померла у липні 1920 року.